# Hirvisaari (ö i Kymmenedalen, Kouvola, lat 61,10, long 26,20)
Hirvisaari är en ö i Finland. Den ligger i sjön Konnivesi och i kommunen Itis i den ekonomiska regionen  Kouvola ekonomiska region  och landskapet Kymmenedalen, i den södra delen av landet, 120 km nordost om huvudstaden Helsingfors. Öns area är 3,4 hektar och dess största längd är 340 meter i nord-sydlig riktning.